# Cactuses Come in Flocks
Albums de Melt-Banana
Speak Squeak Creak
(1994) Scratch or Stitch
(1995)
Cactuses Come In Flocks est un album de Melt-Banana. À l'origine édité en cassette par Chocolate Monk, il a fait plus tard l'objet d'une réédition en CD et LP par A-Zap.
Les 16 premières pistes sont issues d'une performance live des débuts du groupe enregistrée au cours d'un festival d'improvisation au Tokyo University of Foreign Studies en novembre 1992. Toutes ces chansons n'ont jamais été incluses dans des albums studio bien que la chanson "To the Core" ait les mêmes paroles que "Chicken Headed Raccoon Dog", qui figure sur leur premier album Speak Squeak Creak.
La seconde partie de l'album provient d'une session en studio de juillet 1994. La réédition CD/LP inclut une chanson intitulée "Interval", qui était habituellement jouée sur une cassette au début de la plupart de leurs spectacles au cours de la période 1994-95.
L'album est reconnu pour sa particulière brutalité, et les chansons, dont bon nombre ne dépassent pas la durée d'une minute, ne présentent pas encore l'organisation qui caractérisera certains travaux ultérieurs du groupe.

## Pistes (Réédition en CD/LP)
1. "Just Grub & Run" – 0:53
2. "Talk Like Pop" – 0:51
3. "Shining Hatcher" – 0:46
4. "F. Part One" – 0:40
5. "To the Core" – 0:40
6. "F. Part Two" – 1:09
7. "Shuuuuuuuuuuuuuuuuu" – 0:29
8. "Bunny Wasted a Month Waiting" – 1:14
9. "Party-Hat" – 0:47
10. "Shouting About Love" – 0:27
11. "Sonic Turtle" – 0:45
12. "Bored Elephant" – 1:43
13. "Up & Down 1, 2, 3..." – 1:21
14. "1 to 11" – 0:56
15. "Dried Up Water-Park" – 1:14
16. "How to Say 'Rip Them Off', Repeat After Me" – 0:29
17. "Interval........." – 3:00
18. "Locoweed In the Bottle" – 0:22
19. "Ketchup-Mess" – 1:21
20. "We Love Choco-Pa" – 0:14
21. "No Way to Hear" – 0:11
22. "We Had Tails In the Old Days" – 0:53
23. "So Far So Bad So What?" – 0:27
24. "Frog Swims the River Down Giggling" - 1:07
25. "I Hate It! [long version]" – 1:38
26. "Who Cares?" – 0:21
27. "FMFYYD" – 0:06
28. "Pie War" – 0:48
29. "Ants Living In a Narrow Box" – 0:49
30. "Clayfish Song" – 0:29
31. "6 Feet Long For Her Neck" – 0:17
32. "Picnic With Panic [long version]" – 1:49

## Pistes (Cassette originale)
Face A.
1. "Locoweed In the Bottle" – 0:22
2. "Ketchup-Mess" – 1:21
3. "We Love Choco-Pa" – 0:14
4. "No Way to Hear" – 0:11
5. "We Had Tails In the Old Days" – 0:53
6. "So Far So Bad So What?" – 0:27
7. "Flog Swims the River Down" – 1:07
8. "I Hate It! [long version]" – 1:38
9. "Who Cares?" – 0:21
10. "FMFYYD" – 0:06
11. "Pie War" – 0:48
12. "Ants Living In a Narrow Box" – 0:49
13. "Clayfish Song" – 0:26
14. "6 Feet Long For Her Neck" – 0:17
15. "Picnic With Panic [long version]" – 1:49

Face B.
1. "Just Grub & Run" – 0:53
2. "Talk Like Pop" – 0:51
3. "Shining Hatcher" – 0:46
4. "F. Part One" – 0:40
5. "To the Core" – 0:40
6. "Shuuuuuuuuuuuuuuuuu" – 0:29
7. "F. Part Two" - 1:09
8. "Bunny Wasted a Month Waiting" – 1:14
9. "Party-Hat" – 0:47
10. "Shouting About Love" – 0:27
11. "Sonic Turtle" – 0:45
12. "Bored Elephant" – 1:43
13. "Up & Down 1, 2, 3..." – 1:21
14. "1 to 11" – 0:56
15. "Dried Up Water-Park" – 1:14
16. "How to Say 'Rip Them Off', Repeat After Me" – 0:29